# Владимировский сельский совет (Черниговская область)
Владимировский сельский совет (укр. Володимирівська сільська рада) — входит в состав
Городнянского района
Черниговской области
Украины.
Административный центр сельского совета находится в 
с. Владимировка
.

## Населённые пункты совета
- с. Владимировка
- с. День-Добрый